# Firmin Mubele
Firmin Mubele Ndombe, né le 17 avril 1994, est un joueur de football international congolais (RDC) évoluant au poste d'avant-centre.

## Biographie

### En club
Il atteint la finale de la Ligue des champions de la CAF en 2014 avec l'AS Vita Club, en étant battu par l'équipe algérienne de l'ES Sétif. Lors de la compétition, il inscrit trois buts face au club sud-africain de Kaizer Chiefs lors des huitièmes de finale.
Pendant la période de transfert estival 2015 il est transféré au Al Ahli SC.
Le 30 janvier 2017, il est transféré au Stade rennais, avec lequel il signe un contrat de trois ans et demi.
Firmin joue son premier match face a Angers SCO en rentrant à la 70e minute à la place de Yoann Gourcuff.
Il inscrit son premier but sous ses nouvelles couleurs face à l'Olympique lyonnais lors de la 31e journée de Ligue 1. (1-1)
Le 30 janvier 2018, il est prêté au Toulouse FC jusqu'à la fin de la saison avec option d'achat.
Le 7 juin 2018, il est officiellement transféré au Toulouse FC.
Le 2 juillet 2019, il est prêté au FK Astana pour 1 saison avec option d'achat.

### En équipe nationale
Il participe au Tournoi de Toulon 2013, puis au Championnat d'Afrique des nations 2014, et enfin à la Coupe d'Afrique des nations 2015 avec la sélection congolaise. Lors de la CAN 2015 organisée en Guinée équatoriale, il se classe troisième de la compétition.
Il joue deux matchs comptant pour les tours préliminaires de la coupe du monde 2014 : contre la Libye puis contre le Cameroun.
Il participe à tous les matchs de son équipe lors de la Coupe d'Afrique des nations de football 2017. Il est notamment buteur contre le Togo, et passeur décisif lors des matchs de poule de son équipe contre le Maroc et la Côte d'Ivoire.

## Statistiques

### Statistiques détaillées
| Saison                | Club                  | Championnat           | Championnat | Championnat | Coupe nationale | Coupe nationale | Coupe de la Ligue | Coupe de la Ligue | Compétition(s) continentale(s) | Compétition(s) continentale(s) | Compétition(s) continentale(s) | RD Congo | RD Congo | Total | Total |
| Saison                | Club                  | Division              | M.          | B.          | M.              | B.              | M.                | B.                | Comp.                          | M.                             | B.                             | M.       | B.       | M.    | B.    |
| 2012-2013             | AS Vitoria Club       | Linafoot              | 0           | 0           | -               | -               | -                 | -                 | C1                             | 1                              | 0                              | 6        | 1        | 7     | 1     |
| 2013-2014             | AS Vitoria Club       | Linafoot              | 0           | 0           | -               | -               | -                 | -                 | C1                             | 7                              | 4                              | 4        | 0        | 11    | 4     |
| 2014-2015             | AS Vitoria Club       | Linafoot              | 0           | 0           | -               | -               | -                 | -                 | C1                             | 7                              | 1                              | 11       | 2        | 18    | 3     |
| Sous-total            | Sous-total            | Sous-total            | 0           | 0           | -               | -               | -                 | -                 | -                              | 15                             | 5                              | 21       | 3        | 36    | 8     |
| 2015-2016             | Al Ahli SC            | Ligue 1               | 23          | 8           | -               | -               | -                 | -                 | -                              | -                              | -                              | 8        | 2        | 31    | 10    |
| 2016-2017             | Al Ahli SC            | Ligue 1               | 13          | 8           | -               | -               | -                 | -                 | -                              | -                              | -                              | 8        | 3        | 21    | 11    |
| Sous-total            | Sous-total            | Sous-total            | 36          | 16          | -               | -               | -                 | -                 | -                              | -                              | -                              | 16       | 5        | 52    | 21    |
| 2016-2017             | Stade rennais FC      | Ligue 1               | 15          | 3           | 0               | 0               | 0                 | 0                 | -                              | -                              | -                              | 1        | 0        | 16    | 3     |
| 2017-2018             | Stade rennais FC      | Ligue 1               | 19          | 5           | 1               | 0               | 2                 | 0                 | -                              | -                              | -                              | 4        | 1        | 26    | 6     |
| Sous-total            | Sous-total            | Sous-total            | 34          | 8           | 1               | 0               | 2                 | 0                 | -                              | -                              | -                              | 5        | 1        | 42    | 9     |
| 2017-2018             | Toulouse FC (prêt)    | Ligue 1               | 11          | 1           | 0               | 0               | 0                 | 0                 | -                              | -                              | -                              | 1        | 0        | 12    | 1     |
| 2018-2019             | Toulouse FC           | Ligue 1               | 15          | 1           | 1               | 0               | 1                 | 0                 | -                              | -                              | -                              | 1        | 0        | 18    | 1     |
| Sous-total            | Sous-total            | Sous-total            | 26          | 2           | 1               | 0               | 1                 | 0                 | -                              | -                              | -                              | 2        | 0        | 30    | 2     |
| 2019                  | FK Astana (prêt)      | Premier-Liga          | 5           | 1           | -               | -               | -                 | -                 | C1+C3                          | 2+5                            | 0                              | -        | -        | 12    | 1     |
| Total sur la carrière | Total sur la carrière | Total sur la carrière | 101         | 27          | 2               | 0               | 3                 | 0                 | -                              | 22                             | 5                              | 44       | 9        | 172   | 41    |

## Palmarès
- Vainqueur du championnat de République démocratique du Congo en 2015.
- Finaliste de la Ligue des champions de la CAF en 2014 avec l'AS Vita Club.

### Distinctions individuelles
- Il est élu meilleur joueur évoluant en Afrique le 8 janvier 2015.
- Il est co-meilleur buteur de la Ligue des champions de la CAF en 2014 avec 6 buts.